# 최승주
최승주(영어: Danny Seung-Joo Choi 대니 최[*], 1994년 12월 6일~)는 대한민국의 남자 축구 선수로, 포지션은 윙어이다. 현재 블랙타운 시티 소속으로 뛰고 있다.

## 어린 시절
그는 대한민국의 수원에서 자랐으며, 그가 5학년일 때 오스트레일리아로 건너가 5년을 보낸 뒤 대한민국으로 돌아와 대전 시티즌의 유소년 팀에서 뛰었다. 그는 3년 후 오스트레일리아로 돌아왔고, 그는 오스트레일리아에서의 축구 방식이 더 익숙하다고 밝혔다.

## 구단 경력
그의 첫 성인 구단은 패러매타 FC였으며, 그는 2013년 구단의 올해의 선수로 선정되었다.
2016년 7월 27일, 연장전에서 골을 넣어 블랙타운 시티가 2016 FFA 컵 32강전에서 시드니 유나이티드를 상대로 승리하는 데 기여했다.